# Shake (serie televisiva)
Shake è una serie televisiva italiana in 8 episodi ispirata all’Otello di William Shakespeare e distribuita interamente su RaiPlay il 14 aprile 2023. Ogni episodio si apre con una citazione tratta dall'opera stessa e viene raccontato,  alternativamente, dal punto di vista dei protagonisti Thomas, Beatrice, Gaia e di tutti e tre.

## Trama
Roma. Thomas è uno studente 16enne che si divide tra la scuola e gli allenamenti di parkour. Ha pochi amici di cui si fida ciecamente: Michele e Gaia, compagni di liceo e di squadra con cui si stanno preparando per la prossima competizione. È un'età in cui studio, allenamenti e amici non bastano: Michele è innamorato di tutte, mentre Gaia ha una relazione con Emilia. Thomas, invece, non vorrebbe nessuna distrazione, ma non può far a meno di restare colpito da Beatrice, la ragazza più bella e popolare della scuola per la quale inizia a provare sentimenti contrastanti.
Dal canto suo Beatrice, che è fidanzata con l'arrogante Leonardo e vive una situazione familiare difficile (dato che suo padre ha una nuova compagna che lei detesta perché i due avevano una relazione clandestina già da quando sua madre soffriva di depressione, prima che i genitori si separassero), non si trova più a suo agio nel mondo superficiale di festini, promiscuità e alcol dei suoi amici, e vede in Thomas un orgoglio che la attrae fortemente. Durante un incontro cui partecipa il padre senatore della ragazza, Beatrice e Leonardo hanno una discussione e si lasciano.
Gaia prova da tempo una celata invidia nei confronti di Thomas poiché ha visto l'amico superarla dopo essere stata lei stessa ad iniziarlo al parkour: ogni cosa diventa quindi una competizione segreta, e quando Emilia presenta al gruppo Beatrice, Gaia se ne invaghisce e sente il bisogno di guadagnarsi il primo posto rispetto all'amico.
Michele e Thomas scoprono che in vista delle qualifiche Gaia ha migliorato le proprie prestazioni sciogliendo dei farmaci nella propria bottiglia d'acqua, il che mette la loro squadra in seri guai nel caso di controlli, perciò decidono di escluderla dalla gara. Successivamente però, quando Gaia giura a Thomas di non prendere più quei farmaci, lui decide di farla gareggiare al posto di Michele poiché quest'ultimo non si è presentato alle qualificazioni.
Thomas e Beatrice finiscono a letto insieme e iniziano una relazione, ma il ragazzo ha difficoltà a dissimulare la gelosia che prova pensando all'ormai conclusa relazione di lei con Leonardo, sentimento negativo alimentato dalle maligne insinuazioni di Leonardo stesso, che instilla in lui il dubbio che Beatrice lo tradisca con lui stesso e non solo; tra l'altro, Thomas è furioso col padre dopo aver scoperto che tradisce la madre con un'altra. Emilia, arrabbiata, se la prende con Beatrice perché ha saputo da Gaia che alla sua festa di compleanno lei e Gaia, ubriache, si sono baciate mentre stava dormendo accanto a loro.
In realtà è stata Gaia a far sì che Michele non si presentasse alle qualificazioni facendolo ubriacare la sera prima a una festa da Leonardo, a mandare in anonimato a Thomas una foto di lui e Beatrice mentre si abbracciano facendolo passare per altro, e a chiedere a Leonardo di rendere Thomas geloso di Beatrice e a mandargli un video di Michele da ubriaco.
Gaia va da Emilia con l'intento di fare pace, ma Emilia le sottrae il cellulare e scopre che è stata lei a far sì che Thomas e Michele litigassero. Gaia si sfoga dicendole che dopo aver baciato Beatrice lei se n'è scordata, che Thomas l'ha tolta dalla squadra dopo essere stata lei a portarlo al campetto, e che Michele non l'ha difesa e ha seguito fedelmente Thomas. Quando Emilia fa per chiamare Thomas e dirgli la verità, Gaia minaccia di rivelare ai suoi genitori che è lesbica, poi le impone di nascondere nell'armadio di Michele una maglietta di Beatrice. 
Nel frattempo, in famiglia Gaia ha problemi in particolare con la madre perché quest'ultima non ha ancora superato la morte della primogenita Anna, cosa che fa sentire Gaia essere messa sempre a paragone e in secondo piano. Frustrata, di notte la ragazza riprende ad autolesionarsi ferendosi alle gambe con delle forbicine.
Gaia ammette a Thomas di essere stata lei a invitare Michele alla festa, scusandosi e dicendogli di chiamare l'amico, così i due fanno pace. Il giorno della gara Gaia non partecipa, perciò gareggiano solo Thomas e Michele. Emilia si presenta per dire a Gaia di aver cambiato idea e di voler rivelare la verità ai ragazzi, dicendole che non è più ricattabile perché ha detto a sua madre di essere omosessuale, ma poi accetta di lasciare che sia lei a parlare con loro dopo la gara.
Sfortunatamente mentre il gruppo festeggia, Bianca, la fidanzata di Michele, si toglie la felpa rivelando una maglietta che ha preso dall'armadio di Michele, e che Thomas riconosce appartenere a Beatrice. Thomas si infuria e aggredisce Michele, Beatrice cerca di separarli e lui la fa cadere a terra. A questo punto, Michele, Bianca, Beatrice ed Emilia se ne vanno lasciando soli Thomas e Gaia. Lei confessa a Thomas di aver fatto in modo che lui e Michele litigassero, e di averlo fatto perché voleva essere come lui. Thomas cerca di fare pace con Beatrice, che ha saputo da Emilia come stanno veramente le cose, ma Beatrice afferma che questo non cambia nulla tra di loro, perché se Gaia è riuscita a separarli è stato perché lui non si è mai fidato di lei, e neppure di se stesso e dei suoi sentimenti. Entrambi dicono di amarsi, ma Beatrice afferma che questo non basta più. Thomas e Michele ritirano il primo premio della gara, ma non riescono a godersi veramente la vittoria.
A casa, Thomas mostra alla madre un video dove il padre bacia un'altra donna, ma la madre gli risponde lo sapeva già da qualche mese, che hanno fatto un casino ma che hanno deciso di provare a ricucire il loro rapporto, perché entrambi possono aver ferito l'altro, anche in modi diversi, anche involontariamente. Il padre di Beatrice e la sua compagna si sposano, e al matrimonio partecipa anche la madre della ragazza; Beatrice ha ormai accettato la presenza della matrigna. Gaia ristabilisce un legame coi genitori. Michele e Bianca proseguono la loro relazione. Invece, Thomas allena un gruppo di ragazzini appassionati di parkour.
Durante una lezione, Leonardo viene chiamato con urgenza in segreteria per rispondere alla madre, perché è successo qualcosa al padre. L'ultima inquadratura vede in primo piano un volume contente l'Amleto di William Shakespeare.

## Personaggi e interpreti
- Thomas, interpretato da Jason Prempeh.
- Beatrice, interpretata da Giulia Fazzini.
- Gaia, interpretata da Giada Di Palma.
- Michele, interpretato da Alessandro Cannavà.
- Emilia, interpretata da Greta Esposito.
- Leonardo, interpretato da Damiano Gavino.
- Giulia, interpretata da Alexia Cozzi.
- Delfina, interpretata da Elena Gandini.
- Edoardo, interpretato da Giulio Turbolente.
- Simone, interpretato da Andrea Verticchio.
- Lavinia, interpretata da Rachele Luschi.

## Riconoscimenti
- 2023 – Nastro d'argento[2]
  - Candidatura per la miglior serie TV - Dramedy